# Bairro Judeu de Barcelona

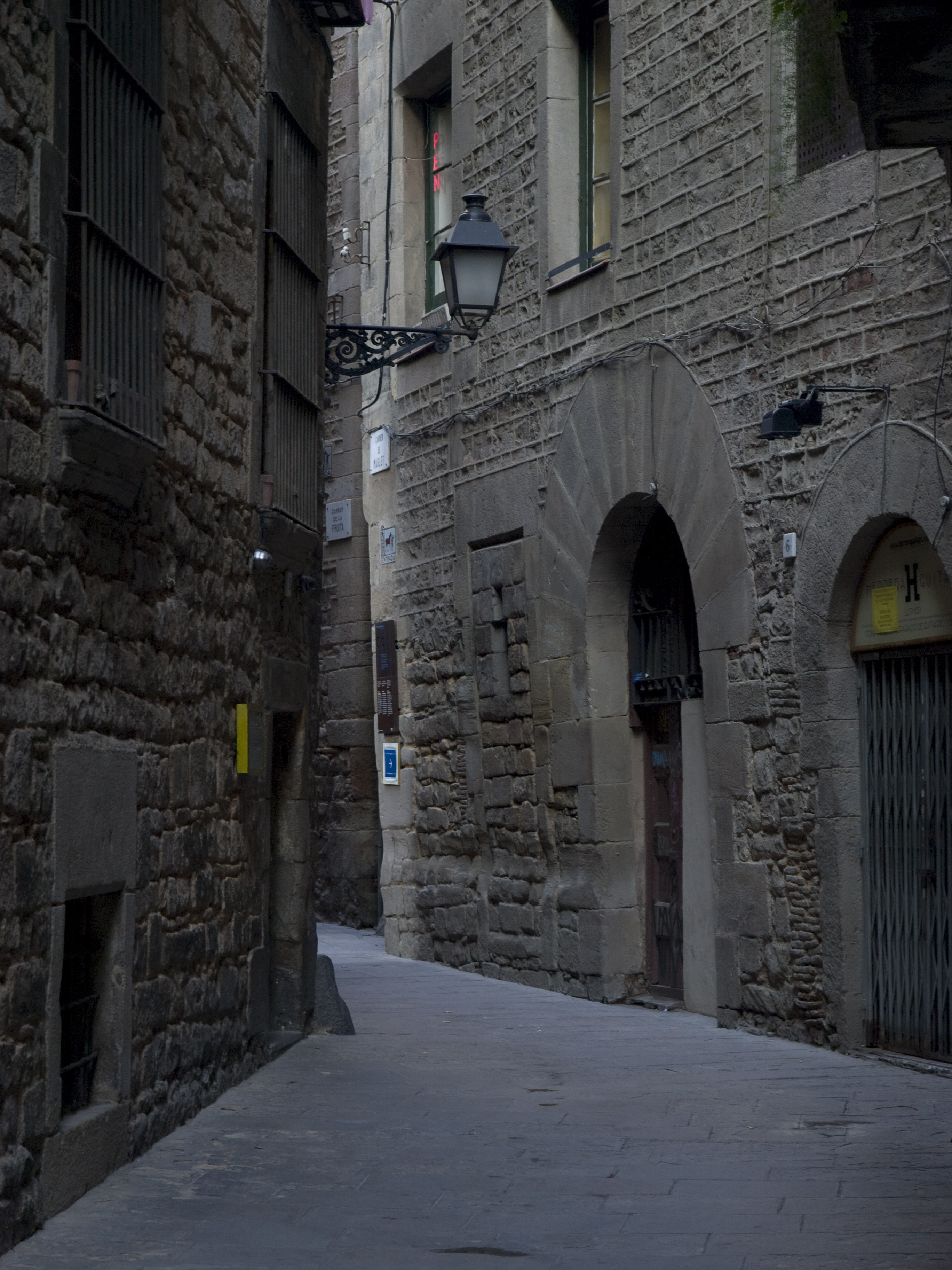
Cruzamento das ruas Marlet com Sant Domènec (bairro judeu de Barcelona).

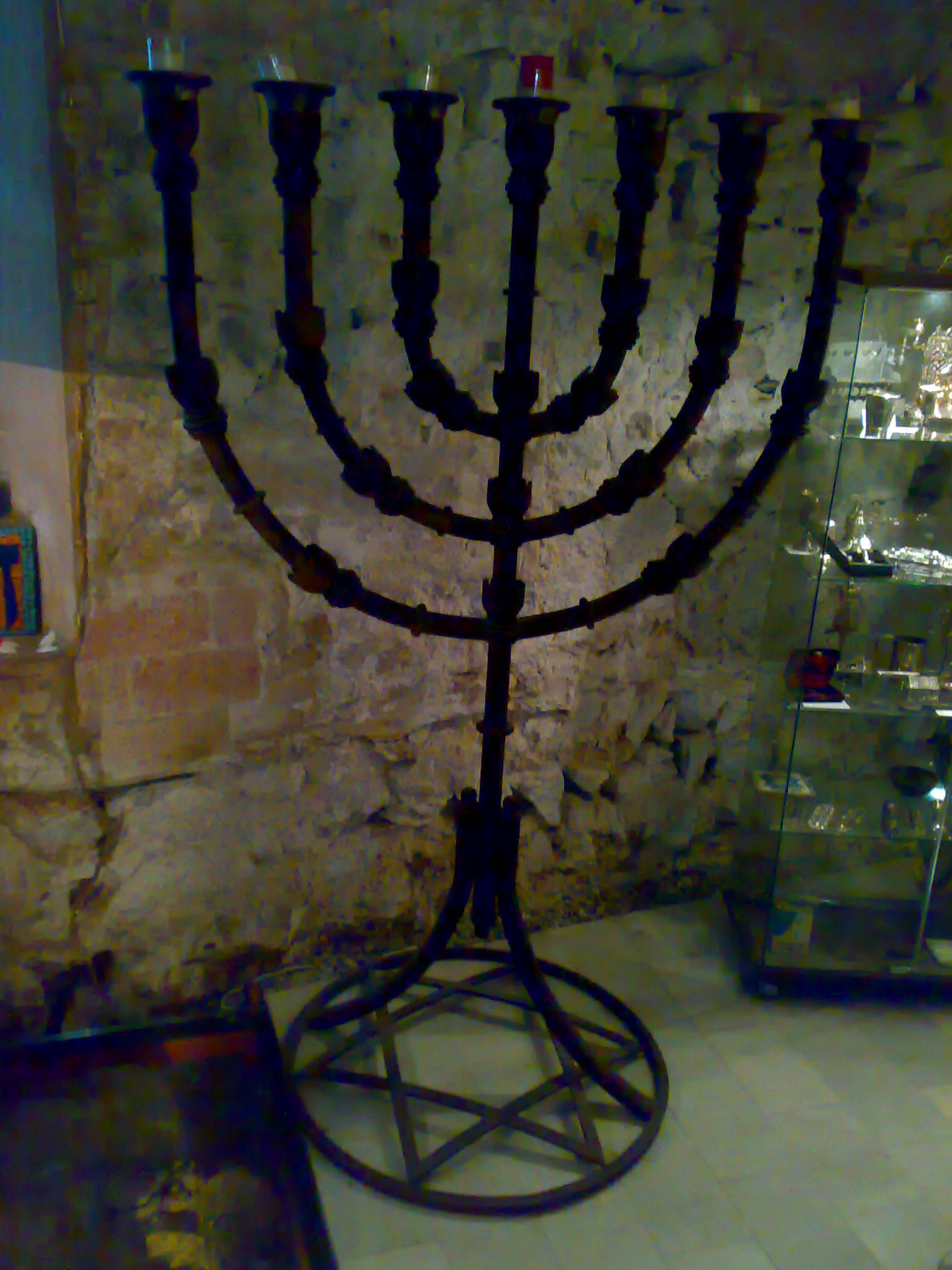
Menorá exposta na atual sinagoga Shlomo Ben Adret, do call.

O Bairro Judeu de Barcelona (call de Barcelona, em catalão) é o setor do atual Bairro Gótico de Barcelona, que antigamente havia sido um bairro judeu. O estilo da zona, hoje em dia, é muito similar ao de muitos bairros judeus da Catalunha. Recentemente se tem descoberto una sinagoga antiga, que tem sido restaurada e aberta ao público. 
Há também um centro de interpretação do "call" ou judiaria medieval de Barcelona: sua topografia, a comunidade judaica de Barcelona e o seu importante legado cultural. Este centro pertence ao Museu de História de Barcelona.
A comunidade judia habitou no call até 1391, quando foi assaltada e seus habitantes foram obrigados a converter-se. Muitos se dispersaram pelo país, ainda que outros foram assassinados.
Na época dos protestos anti-israelitas de 2008 com motivo da Operação Chumbo Fundido, a sinagoga do call, na carrer Marlet, 5, recebeu um ataque (o segundo na capital catalã) por parte de um militante do grupo Movimento Social Republicano o qual espalhou alguns destroços, além de golpear a um integrante da Associació Call de Barcelona, que se encontrava no edifício.